# 陳俊聖
陳俊聖 （英文名：Jason Chen，1961年—），出生於台灣，專業經理人，現任宏碁集團董事長。

## 生平
畢業於國立成功大學交通管理系學士，密蘇里大學企業管理碩士。
1988至1991年在台灣IBM工作。1991年至2005年服務於英特爾，歷任台灣區業務經理、大陸區業務總經理、亞太地區總裁；後至美國總部主管業務與行銷，擔任全球副總裁。
2005年至2008年擔任台積電企業發展（Corporate Development）副總經理，2008年至2013年擔任全球業務與行銷資深副總經理。
2013年12月23日，宏碁召開董事會，通過陳俊聖出任全球總裁暨執行長；2014年1月1日到任。
2017年6月21日，宏碁召開股東會，通過陳俊聖出任董事長，接替即將退休的黃少華。